# Karda Estra
Karda Estra is een Britse eenpersoonsband, bestaande uit multi-instrumentalist Richard Wileman.
Op het eerste album leek er nog sprake te zijn van een band, maar al bij het tweede album bleef alleen Wileman over. Per album wordt een keuze gemaakt voor musici, die bij de composities passen. De muziek van Karda Estra past niet in een hokje. Als overkoepelende stijl zou symfonische rock van toepassing zijn, maar de muziek wordt aangevuld met ambient, jazz, rustige gothic rock en af en toe minimal music in de stijl van Gavin Bryars.

## Albums
- A winter in summertime (1998)
- Thirteen from the twenty first (2000)
- Eve (2001)
- Equilibrium (2002)
- Constellations (2003)
- Voivode Dracula (2004)
- The age of science and enlightenment (2006)
- The Last of the Libertine (2007)
- Weird Tales (2009)
- New Worlds (2011)
- Mondo profondo (2013)
- Strange relations (2015)
- The seas and the stars (2015)
- Yondo (downloadsingle, 2015)
- Future sounds (2015, met Yondo)
- Time and stars (2016, verzamelalbum met The seas and the stars en Future sounds)

## Ep
- The Land Of Ghosts 3 (2012)
- The Seas And The Stars (2015)
- Future Sounds (2015)